# Fernand Goyvaerts
Fernand August Goyvaerts Deyrdeys (ur. 24 października 1939 w Mechelen  – zm. 5 kwietnia 2004 w Brugii), piłkarz belgijski, grający na pozycji napastnika.
Debiutował w 1955 w barwach Club Brugge, wraz z którym awansował do ekstraklasy belgijskiej w 1958. Od 1962 występował w klubie hiszpańskim FC Barcelona, jako Fernando - mistrz dryblingu - dwukrotnie został uznany najlepszym zagranicznym piłkarzem ligi hiszpańskiej (1964 i 1965). Wraz z Barceloną występował w przegranym (do Valencii) finale Pucharu Miast Targowych (dawna nazwa Pucharu UEFA).
W latach 1965–1967 grał w barwach Realu Madryt; do końca życia pozostał jedynym Belgiem, który występował w dwóch najważniejszych klubach hiszpańskich. W 1967 przeniósł się z Realu (z którym nie odniósł większych sukcesów) do innej drużyny hiszpańskiej Elche CF, a rok później do francuskiego OGC Nice. Grał potem w mniejszych klubach takich jak: Cercle Brugge, KSC Lokeren i innych z niższych lig. Zakończył karierę w 1979.
W latach 1959–1961 ośmiokrotnie występował w reprezentacji narodowej.
Po zakończeniu kariery zawodniczej pozostał przy futbolu, zajmował się wyszukiwaniem talentów dla klubów belgijskich. Z jego poręczenia Club Bruges zasilili m.in. Jean-Pierre Papin i Daniel Amokachi.